# Terre Roveresche
Terre Roveresche es un municipio italiano, ubicado en la Provincia de Pesaro y Urbino, en la región de las Marcas. Tiene una población de 5335 habitantes (2017).
Fue constituido el 1 de enero de 2017 por la directiva regional 2016/28, en la que se declara la fusión de cuatro municipios: Barchi, Orciano di Pesaro, Piagge y San Giorgio di Pesaro, fecha en que dichas comunas dejaron de existir como tales.

## Galería

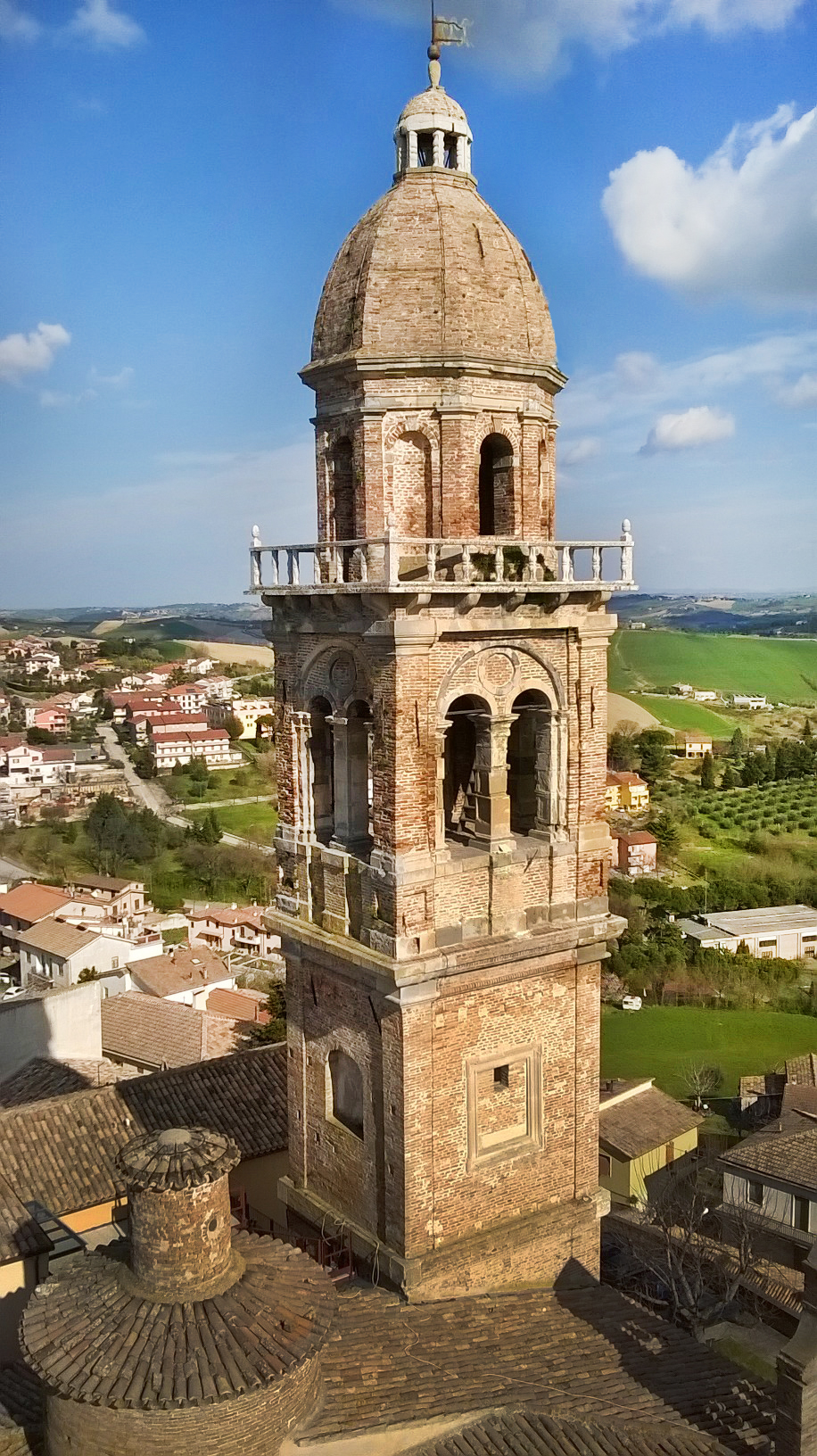
Torre Malatestiana de Orciano
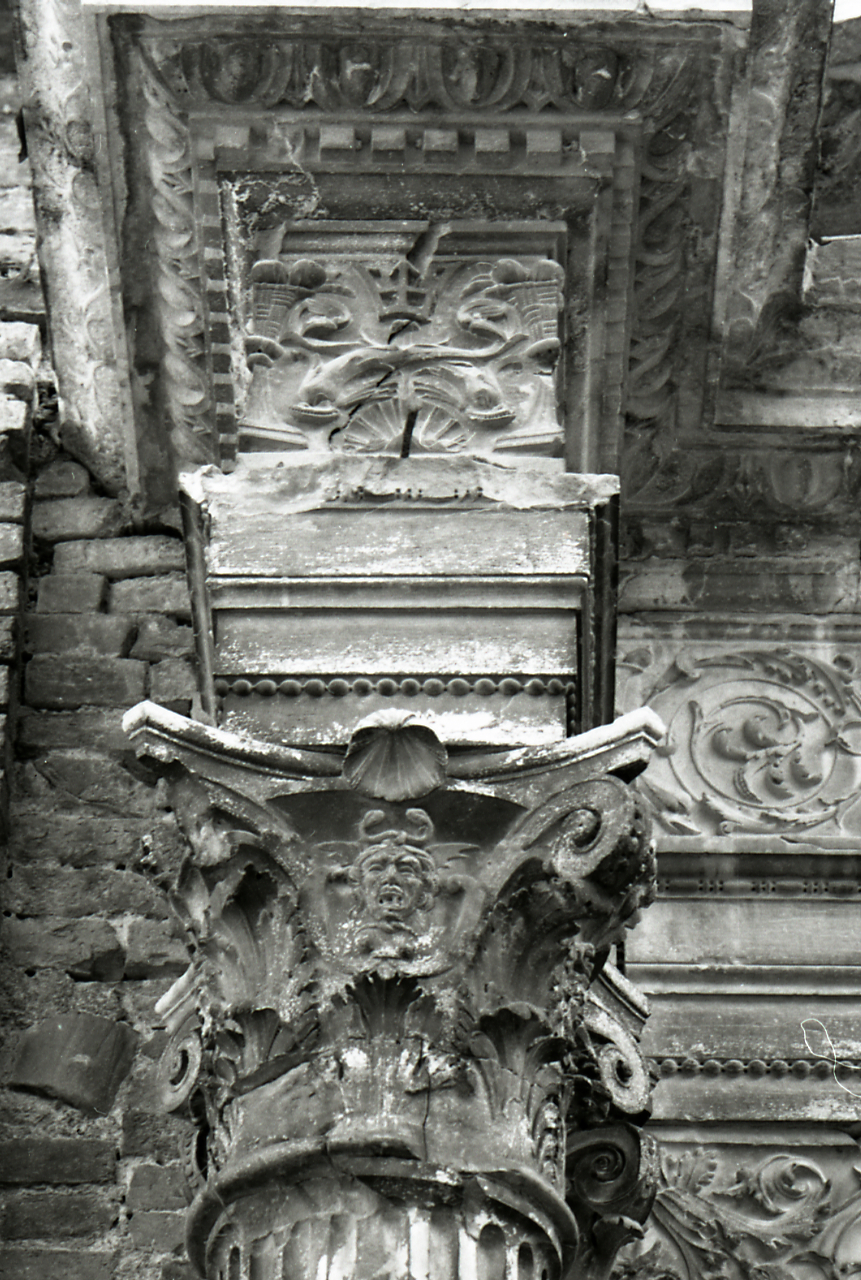
Portal de la Iglesia de Santa Maria Novella de Orciano, atribuido a Rafael Sanzio. Foto de Paolo Monti, 1969.
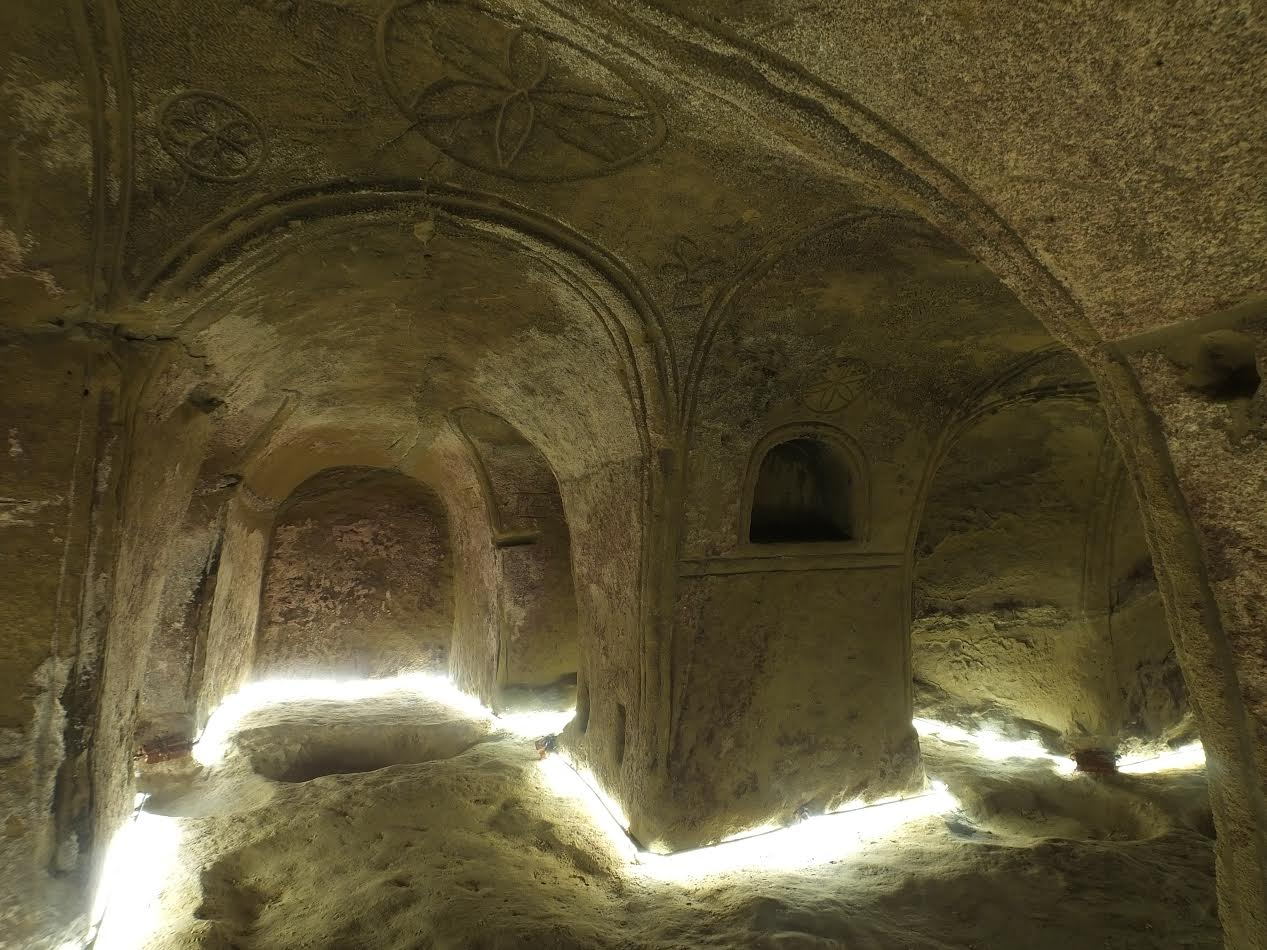
Hipogeo de Piagge
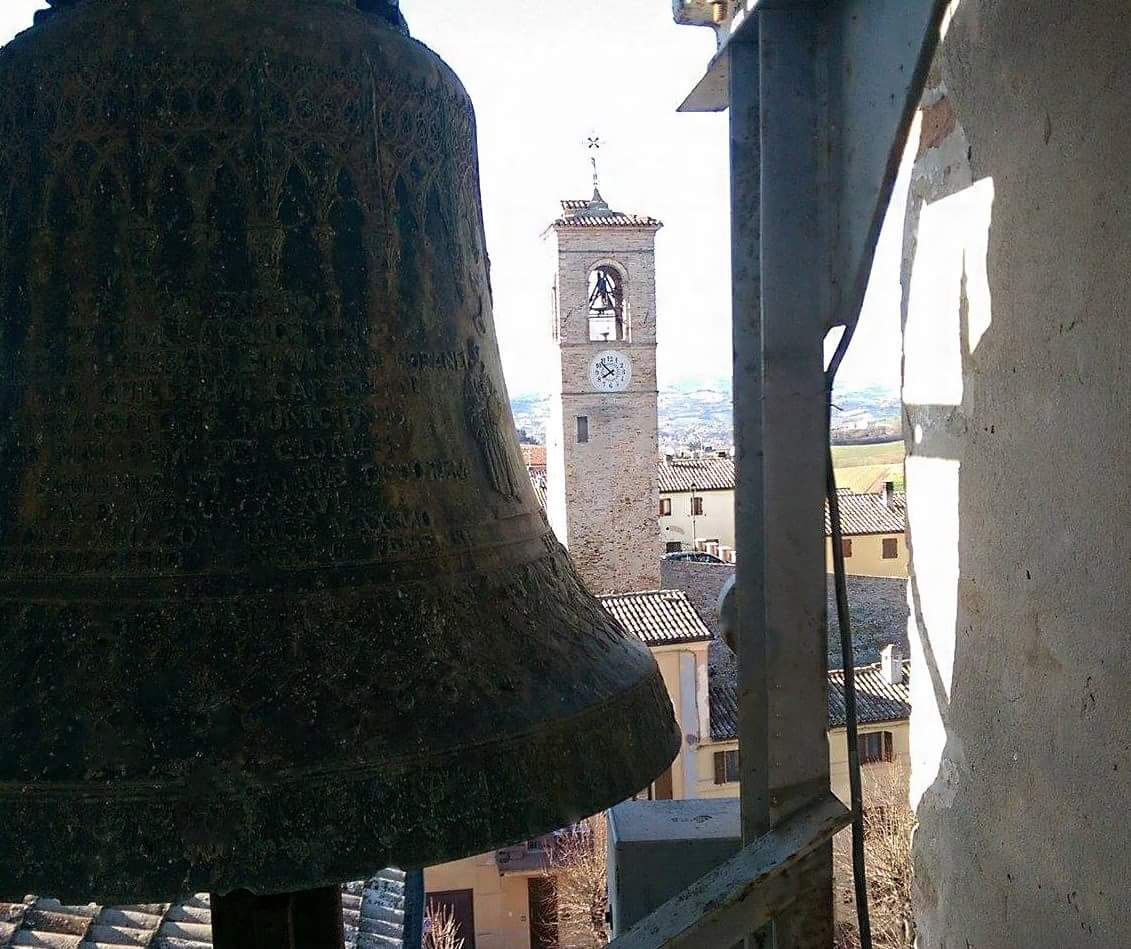
Torre cívica de Piagge
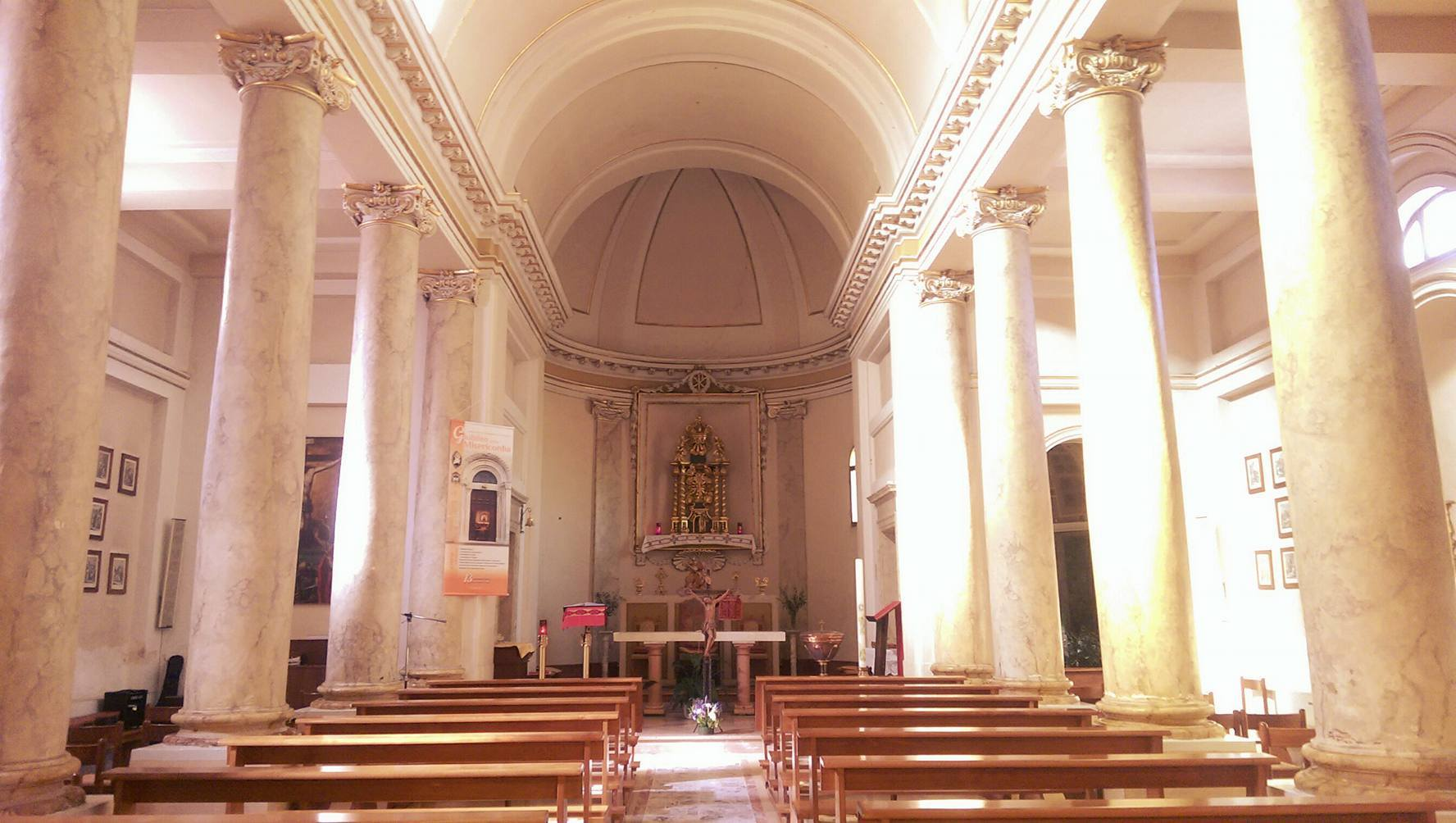
Interior de la iglesia parroquial de San Giorgio